# Gemelli Diversi
Gemelli DiVersi est un groupe de pop-rap italien, originaire de Milan, en Lombardie. Il est formé en 1998, et composé de Thema et Francesco Stranges (Strano). À la fin 2014, ces trois derniers assistent au départ de Grido et de DJ Takagi (THG). Le groupe est mieux connu pour sa reprise en version hip-hop de la chanson Dammi solo un minuto de Pooh.

## Biographie

### Débuts
Le 3 septembre 1998, le groupe publie son premier album, l'éponyme Gemelli DiVersi, qui compte déjà 130 000 exemplaires vendus, et est certifié disque de platine. Il est précédé du single Un attimo ancora. À ce stade, le groupe assiste Articolo 31 à sa tournée Nessuno. En 1999, ils enregistrent la chanson Coca Cola Enjoy pour une publicité pour Coca Cola.

### Années 2000

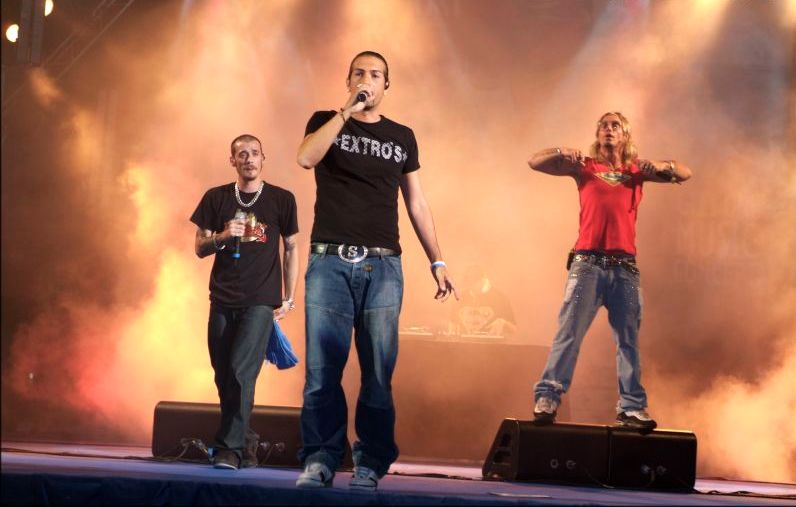
Gemelli DiVersi en concert.

Le 3 novembre 2000 sort leur deuxième album, 4x4, par la suite certifié disque de platine avec 100 000 exemplaires vendus. Le deuxième single de l'album, Musica, atteint les classements italiens. Cette même année sort E mò lo sai. En 2001, ils publient leur premier album live, Come piace a me. Cette même année, Gemelli DiVersi joue en concert avec Eros Ramazzotti. Le 4 octobre, ils publient l'album Fuego qui est leur troisième album certifié disque de platine avec 200 000 exemplaires vendus. Le premier single de l'album, Tu no, est publié en 2002, suivi d'un deuxième single, Mary, en 2003. Par la suite, ils remportent la catégorie de « meilleur groupe italien » aux MTV Europe Music Awards.
Le 22 octobre 2004 sort l'album Reality Show. L'année suivante, ils publient une version DualDisc de Reality Show, qui comprend un DVD bonus de trois vidéoclips et trois chansons live enregistrées lors d'un concert le 28 avril 2005 à l'Alcatraz de Milan. Reality Show. Entre la fin 2005 et 2006, MTV Italie leur offre la possibilité d'animer l'émission Pimp My Wheels, la version italienne de l'émission américaine Pimp My Ride animée par Xzibit.
Le 18 mars 2007 sort le single Istruzioni per l'(ill)uso, qui précède le cinquième album studio du groupe, BOOM!. Ce dernier comprend une reprise de Reality Show : Grido et Thema s'occuperont des morceaux au rap, et Strano du chant. Le 29 septembre 2007 sort la vidéo du single Icaro, second extrait de BOOM!. Le 14 juillet 2008, BOOM! est certifié disque d'or avec 45 000 exemplaires vendus. En 2009, Gemelli DiVersi participe au Festival de Sanremo avec un rap plus violent militant contre la pauvreté, la prostitution des enfants et la violence conjugale. Le 20 février 2009 sort le best-of Senza fine 98-09 - The Greatest Hits, qui comprend des inédits comme Spaghetti Funk, Senza fine (avec Space One, J-Ax et DJ Zak), Vivi per un miracolo, Nessuno è perfetto, et une réédition de B-boy Band avec Rezophonic.

### Années 2010
Le 13 juillet 2012, Gemelli DiVersi publie sur l'iTunes Store le single Per farti sorridere. Il anticipe la sortie de l'album studio Tutto da capo, publié le 11 septembre la même année. L'album, disponible en streaming sur MTV Italie, atteint la première place du classement italien. Le 12 septembre 2012 sort le single Spaghetti Funk is Dead, accompagné de son vidéoclip, et d'un troisième single, V.A.I.. Le 2 décembre 2012, le groupe participe à l'émission de jeu Avanti un altro! durant laquelle il remporte 35 000 euros qu'il reversera à l'association Telefono Azzurro. Le 8 février 2013 sort un cinquième single, Alla goccia. En novembre 2013, le groupe annonce une pause à durée indéterminée. En avril 2014, Francesco Stranges (Strano) et Thema annoncent la tournée 2 Gemelli DiVersi in tour dans toute l'Italie, avant le départ de Grido pour une carrière solo.
Le 23 septembre 2016, Gemelli DiVersi publie le clip d'un nouveau single, La fiamma qui anticipe la sortie d'un nouvel album studio, Uppercut, le 21 octobre.

## Discographie

### Albums studio
- 1998 – Gemelli DiVersi
- 2000 – 4x4
- 2002 – Fuego
- 2004 – Reality Show
- 2007 – BOOM!
- 2012 – Tutto da capo'
- 2016 – Uppercut

### Albums live
- 2001 – Come piace a me

### Best-of
- 2009 – Senza fine 98-09 - The Greatest Hits

### Singles
- 1998 – Un attimo ancora (feat. Jenny B)
- 1999 – Sarà il cemento
- 1999 – Ciò che poteva essere
- 2000 – Musica
- 2000 – Chi sei adesso
- 2000 – Anima gemella (feat. Eros Ramazzotti)
- 2001 – Come piace a me
- 2002 – Tu no
- 2003 – Mary
- 2003 – Tu corri
- 2004 – Un altro ballo
- 2005 – Prima o poi
- 2005 – Fotoricordo
- 2005 – A Chiara piace vivere
- 2007 – Ancora un po'
- 2007 – Istruzioni per l'(ill)uso
- 2007 – Icaro
- 2009 – Vivi per un miracolo
- 2009 – Nessuno è perfetto
- 2009 – Senza fine'' (feat. J-Ax, Space One & DJ Zak)
- 2012 – Per farti sorridere
- 2012 – Spaghetti Funk Is Dead (feat. J-Ax, Space One & DJ Zak)
- 2012 – V.A.I.
- 2012 – Questa è una rapina
- 2013 – Alla goccia
- 2013 – Tutto da capo
- 2016 – La fiamma